# ديفيد روي هونغ كاردوسو
ديفيد روي هونغ كاردوسو (13 ديسمبر 1994 في الصين - ) هو لاعب كرة قدم برتغالي في مركز الوسط. لعب مع سبورتينغ براغا.

## وصلات خارجية
- ديفيد روي هونغ كاردوسو على موقع قاعدة بيانات كرة القدم.إي يو (الإنجليزية)
- ديفيد روي هونغ كاردوسو على موقع Soccerway.com (الإنجليزية)